# بوريس بيخوفسكي
بوريس يفسيفيتش بيخوفسكي (14 أغسطس 1908 - 26 يناير 1974) (بالروسية: Борис Евсеевич Быховский) هو عالم سوفيتي في علم الطفيليات، متخصص في طفيليات الأسماك. كان مدير معهد علم الحيوان التابع لأكاديمية العلوم السوفيتية في سانت بطرسبرغ (ثم لينينغراد) (1962-1974). ألف بيخوفسكي أكثر من 100 منشور علمي.

## التعليم
- 1930: تخرج من قسم الأحياء في الفيزياء والرياضيات جامعة لينينغراد (جامعة سانت بطرسبرغ الحكومية حاليا)
- 1935: دكتوراه في العلوم البيولوجية
- 1956: شهادة التأهل للأستاذية في العلوم البيولوجية